# Kaunia
Kaunia là một chi gồm 14 loài cây bụi Nam Mỹ hoặc cây thân gỗ nhỏ. Nó phân bố tập trung ở Bolivia nhưng cũng có mặt ở Argentina, phía nam Brasil, Peru và Ecuador.

## Các loài tiêu biểu
| Kaunia arbuscularis (B.L.Rob.) R.M.King & H.Rob. Kaunia camataguiensis (Hieron.) R.M.King & H.Rob. Kaunia endyta (B.L.Rob.) R.M.King & H.Rob. Kaunia eucosmoides (B.L.Rob.) R.M.King & H.Rob. Kaunia grossidentata (Hieron.) R.M.King & H.Rob. Kaunia gynoximorpha (B.L.Rob.) R.M.King & H.Rob. Kaunia hosanensis (B.L.Rob.) R.M.King & H.Rob. | \| Kaunia ignorata (Hieron.) R.M.King & H.Rob. Kaunia lasiophthalma (Griseb.) R.M.King & H.Rob. Kaunia longipetiolata (Sch.Bip. ex Rusby) R.M.King & H.Rob. Kaunia pachanoi (B.L.Rob.) R.M.King & H.Rob. Kaunia rufescens (DC.) R.M.King & H.Rob. Kaunia saltensis (Hieron.) R.M.King & H.Rob. Kaunia uber (B.L.Rob.) R.M.King & H.Rob. |  |